# ItAli Airlines
ItAli Airlines era una aerolínea con base en Pescara, en Italia.

## Códigos
- Código IATA: 9X
- Código OACI: ACL
- Indicativo: Spada[1]

## Historia
La aerolínea es el resultado de la fusión entre TAI (Transporti Aerei Italiani) y Air Columbia. Utilizaba dos aeronaves Fairchild Swearingen Metroliner para cubrir el trayecto de Pescara a Milán y Roma en abril de 2004, que fueron reemplazados por un Dornier 328 Jet en enero de 2005 y por un segundo en agosto de 2005. En julio de 2004 una ruta Pescara a Olbia también entró en servicio con un Dornier 328-110 alquilado a Air Alps. Durante la temporada de verano de 2005 nuevas rutas (operadas por los Dornier 328Jet) unieron Olbia con Pescara, Brindisi and Bérgamo.

## Destinos
- Milán-Malpensa: Foggia, Pescara, Regio de Calabria.
- Pescara: Dubrovnik, Milán-Linate, Milán-Malpensa, Niza, Olbia, Roma, Split, Turín, Venecia.
- Regio de Calabria: Bolonia, Milan-Malpensa, Turín.

Para diciembre de 2006 ItAli Airlines empezó a operar servicios chárter desde Regio de Calabria, tomando el lugar de dejado por la aerolínea neerlandesa, Interstate Airlines.

## Flota

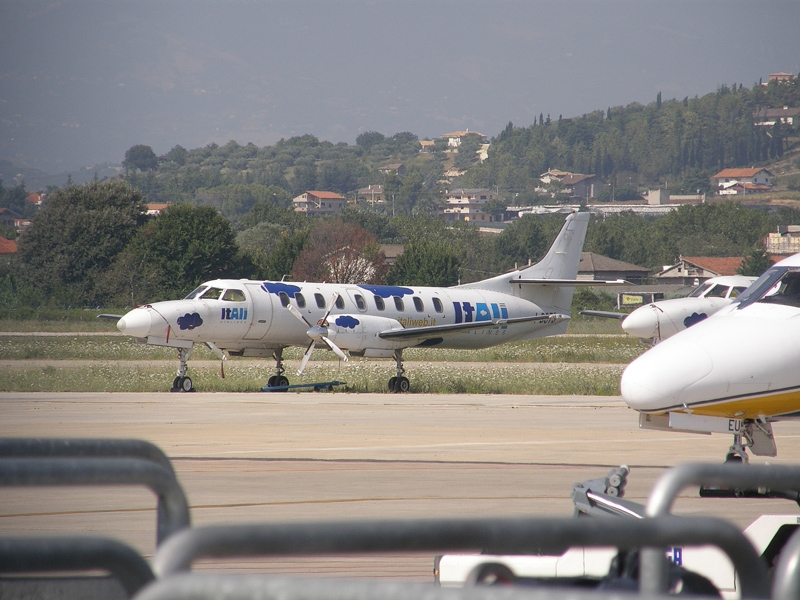
Fairchild Swearingen Metroliner de ItAli Airlines

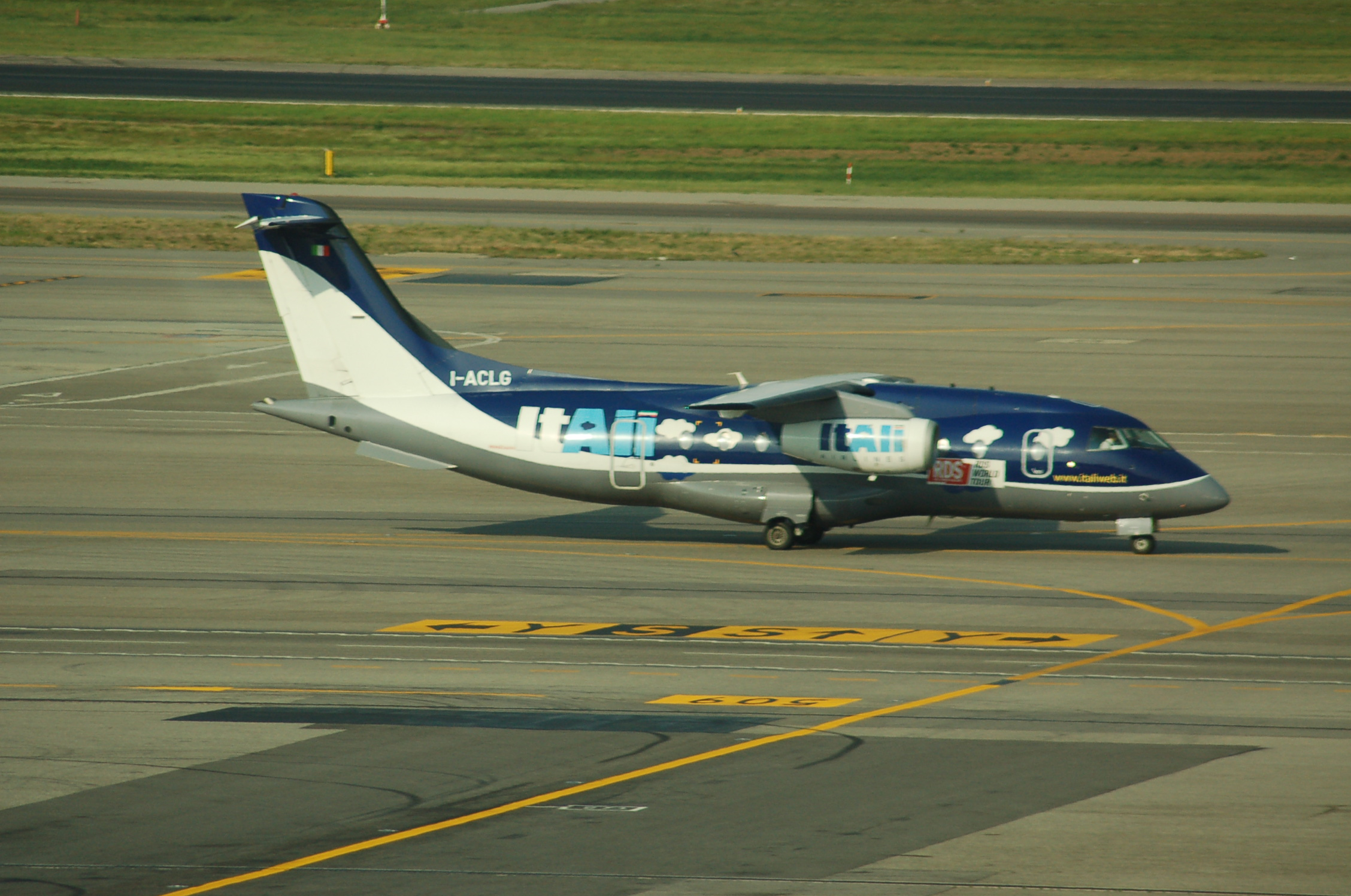
Dornier 328JET de ItAli Airlines

A 1 de diciembre de 2010 la flota de ItAli Airlines incluye:
- 5 McDonnell Douglas MD-82
- 2 Dornier 328Jet
- 2 Fairchild Metro III

Otras aeronaves:
- 1 Cessna Citation 500

En enero de 2009, la edad promedio de la flota de ItAli Airlines era de 22.8 años.